# Дюкло, Пьер Алексис
Пьер Алексис Дюкло (фр. Pierre Alexis Duclaux; 1775—1828) — французский военный деятель, бригадный генерал (1813 год), барон (1810 год), участник революционных и наполеоновских войн.

## Биография
Начал военную службу 3 апреля 1794 года простым солдатом в 22-м конно-егерском полку в составе Армии Западных Пиренеев. В 1795 году переведён в Итальянскую армию. 22 сентября 1796 года получил звание вахмистра, и был зачислен в роту конных гидов генерала Бонапарта. Участвовал в Итальянской кампании и Египетской экспедиции. 20 марта 1800 года ранен пикой в левый бок в сражении при Гелиополисе.
2 октября 1801 года, после возвращения во Францию, определён в полк конных гренадеров гвардии Консулов с чином капитана. 5 сентября 1805 года возглавил эскадрон в данном полку. Принимал участие в кампаниях 1805—1808 годов в Австрии, Пруссии, Польше и Испании. Отличился в сражениях при Аустерлице и Прейсиш-Эйлау.
Участвовал в Австрийской кампании 1809 года. 1 июня был произведён в полковники, и заменил во главе 11-го кирасирского полка убитого при Эсслинге Антуана-Констана де Бранка. Отличился в сражении при Ваграме.
В 1812 году принял участие в Русском походе в составе 5-й дивизии тяжёлой кавалерии. Отличился в сражениях при Бородино и Винково. В ходе отступления Великой Армии, из-за обморожения лишился носа. Участвовал в Саксонской кампании 1813 года, сражался при Дрездене.
3 сентября 1813 года произведён в бригадные генералы, и 6 декабря назначен командующим департамента Форе со штаб-квартирой в Люксембурге. После первой Реставрации вернулся к себе домой 1 сентября 1814 года. Во время «Ста дней» присоединился к Императору и 22 апреля возглавил департамент Мёз. После второй Реставрации определён 10 августа 1815 года в резерв и 26 января 1825 года вышел в отставку.

## Воинские звания
- Вахмистр (22 сентября 1796 года);
- Младший лейтенант (9 мая 1797 года);
- Лейтенант (22 августа 1798 года);
- Капитан (2 апреля 1801 года);
- Капитан гвардии (2 октября 1801 года);
- Командир эскадрона гвардии (5 сентября 1805 года);
- Полковник (1 июня 1809 года);
- Бригадный генерал (3 сентября 1813 года).

## Титулы
- Шевалье Дюкло и Империи (фр. chevalier Duclaux et de l'Empire; патент подтверждён 20 августа 1808 года);
- Барон Дюкло и Империи (фр. baron Duclaux et de l'Empire; декрет от 15 августа 1809 года, патент подтверждён 21 ноября 1810 года)[1].

## Награды
Легионер ордена Почётного легиона (14 июня 1804 года)
 Офицер ордена Почётного легиона (14 марта 1806 года)
 Кавалер военного ордена Святого Людовика (27 ноября 1814 года)